# Salacia ndakala
Salacia ndakala är en benvedsväxtart som beskrevs av Rudolf Wilczek. Salacia ndakala ingår i släktet Salacia och familjen Celastraceae. Inga underarter finns listade.